# كيرك باكستر
كيرك باكستر (بالإنجليزية: Kirk Baxter)‏ هو مونتير أسترالي، ولد في 1972 في سيدني في أستراليا.

## وصلات خارجية
- كيرك باكستر على موقع IMDb (الإنجليزية)
- كيرك باكستر على موقع ألو سيني (الفرنسية)
- كيرك باكستر على موقع أول موفي (الإنجليزية)
- كيرك باكستر على موقع قاعدة بيانات الأفلام السويدية (السويدية)
- كيرك باكستر على موقع قاعدة بيانات الفيلم (الإنجليزية)
- كيرك باكستر على موقع كينوبويسك (الروسية)